# Бомбардировка Каны (2006)

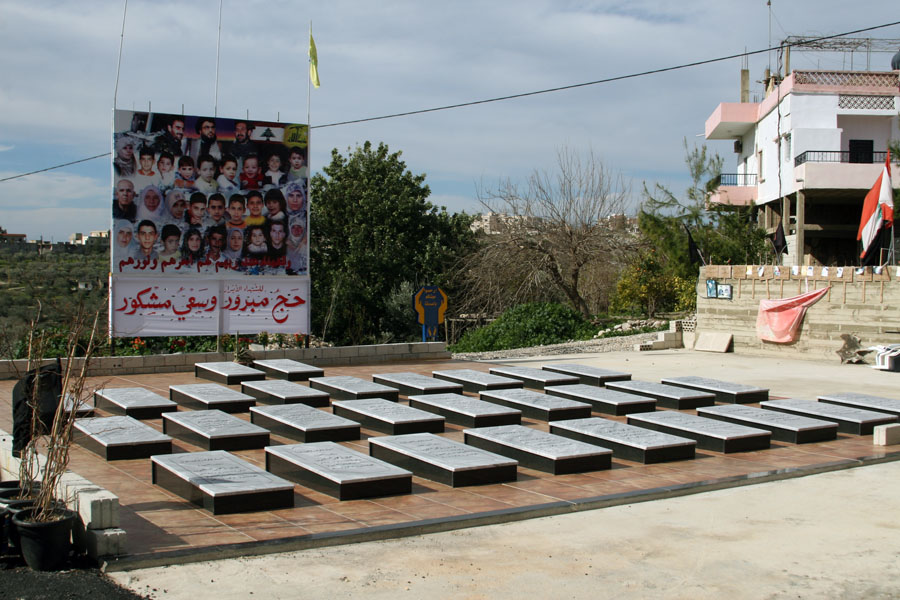
Массовое захоронение 28 жителей города Кана, погибших в результате авиаудара израильской авиации. Мемориал жертвам бомбардировки в Кане.

Кадры официальной аэросъёмки г. Кана, проведенной ВВС Израиля, показывающий запуск ракет из Каны и сокрытие в ней пусковых установок «Хезбаллы»

Бомбардировка Каны — разрушение израильскими ВВС жилого трехэтажного дома в ливанском городке Кана 30 июля 2006 года в ходе Второй ливанской войны между вооруженными силами Израиля и организацией «Хезболла», признанной террористической организацией в Израиле, Канаде, Нидерландах, США и Египте, а также частично в Австралии и Великобритании.
В результате бомбардировки погибло 28 ливанских граждан, 16 из них — дети.
По заявлению ВВС Израиля, бомбардировка произошла в ходе попытки остановить обстрелы территории Израиля ракетами «Катюша» (с начала конфликта из Каны по израильским целям было запущено около 150 ракет). Израиль назвал бомбардировку жилого дома «трагической ошибкой».

## Нанесение удара
Удар был нанесён двумя бомбами. Удар был нанесён по частному дому, где в подземном гараже от бомбардировок предположительно пряталось две семьи.

## Жертвы
В результате инцидента погибли 28 человек, из них 16 детей.
Первые 4 дня число погибших оценивалось в 57 человек, включая 27 детей. Сотрудники правозащитной организации Human Rights Watch обвинили израильскую армию в совершении военных преступлений.
Впоследствии (2 августа) число жертв было уточнено.

## Реакция сторон
Совет Безопасности ООН провёл чрезвычайную сессию в связи с трагедией. В принятом заявление говорилось, что совет испытывает «крайнее потрясение и горе» в связи с бомбардировкой и выражает соболезнование семьям погибших.
Изначально источники в израильской армии заявляли, что дом обрушился только через несколько часов после израильской бомбардировки и выдвигали версию, что причина обрушения дома — взрыв ракеты Хизбаллы. Однако позже израильское руководство признало свою ответственность и назвало происшествие «трагической ошибкой». По заявлению главы Департамента штаба ВВС Израиля бригадного генерала Амира Эшеля, из Каны за последние 20 дней было запущено около 150 ракет по израильским целям.
По его словам, в ту ночь между полуночью и часом ночи израильские ВВС нанесли удары, в числе других целей, и по использовавшемуся Хезбаллой зданию, в подвале которого, как выяснилось позже, находилось более 100 местных жителей. По словам генерала, если бы военным было известно о скрывающихся в убежище мирных жителях, приказ об ударе был бы отменён независимо от оперативных задач.
Израильское руководство заявило, что до инцидента жители Каны были несколько раз предупреждены, что Кана находится в зоне боевых действий и что они должны покинуть свои дома. Однако некоторые источники[какие?] утверждают, что многие семьи опасались покинуть свои дома и спасаться бегством, поскольку силы Израиля обстреливали дороги и беженцев. В то же время правительство Израиля объявило, что на 48 часов приостанавливает действия ВВС в Южном Ливане.
США[уточнить] и Израиль обвинили Хезбаллу в использовании мирных жителей в качестве «живого щита».
Сообщение о случившемся вызвало бурю возмущения по всему Ливану. В Бейруте многотысячная толпа с национальными ливанскими флагами и знамёнами группировки Хезбалла взяла штурмом здание ливанского представительства ООН, разгромила офис, разбила мебель, выбила стёкла и подожгла здание. Премьер-министр Ливана Фуад Синьора заявил, что Ливан не намерен участвовать ни в каких переговорах по урегулированию, пока Израиль не пойдёт на безоговорочное прекращение огня. Ливанское руководство отказалось принять госсекретаря США Кондолизу Райс, которая намеревалась вылететь в Бейрут из Израиля с целью урегулирования кризиса. В связи с этим Кондолиза Райс заявила, что «настало время говорить о немедленном прекращении огня».
В Израиле в арабских населённых пунктах прошли демонстрации протеста против действий израильской армии. Левые еврейские организации также провели в Тель-Авиве демонстрацию протеста, в которой участвовало несколько сот человек.
После первоначальных сообщений, в которых количество жертв указывалось как 55, англоязычные СМИ охарактеризовали инцидент словом «massacre» (с англ. — «бойня»), а российские расценили его как «варварскую бомбардировку» и «кровавую бойню».

## Освещение в СМИ и обвинения в постановке фотокадров
Бомбардировка в Кане была широко освещена в СМИ и имела широкий резонанс.
Британский блогер Роберт Норт в своём блоге, пишет что фоторепортаж из Каны — это постановка. Не задаваясь вопросом о реальности самих событий, он считает, что часть фотографий из Каны являются постановочными. Согласно Норту, о том, что снимки из Каны были срежиссированы фотографами, указывают позы, в которых пребывали запечатленные на снимках люди, выражения их лиц, а также то, что на большинстве фотографий в роли спасателя выступает один и тот же человек в зелёном шлеме. Кроме этого, судя по таймстэмпам, труп одного ребёнка демонстрировали фотографам чуть ли не полчаса, что по мнению Норта является странным поведением во время спасательных работ.
Эта версия, высказанная согласно израильской газете «Jerusalem Post» в «произраильских, еврейских, консервативных и антилиберальных блогах», также обсуждалась в некоторых СМИ.
Также выдвигалось предположение о том, что трупы были перенесены в здание уже после его бомбардировки, после чего было вызвано его обрушение. Эта версия базировалась на утверждении АОИ о том, что строение не получило серьёзных повреждений при бомбардировке и было позднее взорвано Хезбаллой.